# وکنستدت
وکنستدت (به آلمانی: Veckenstedt) یک زیستگاه انسانی در آلمان است که در Nordharz واقع شده‌است.

## خصوصیات
وکنستدت ۱۴٫۷۳ کیلومترمربع مساحت دارد ۱۷۰ متر بالاتر از سطح دریا واقع شده‌است.